# Termitophilus spadix
Termitophilus spadix is een keversoort uit de familie bladsprietkevers (Scarabaeidae). De wetenschappelijke naam van de soort is voor het eerst geldig gepubliceerd in 1957 door Britton.